# Liquide de refroidissement
 (juillet 2017).
Si vous disposez d'ouvrages ou d'articles de référence ou si vous connaissez des sites web de qualité traitant du thème abordé ici, merci de compléter l'article en donnant les références utiles à sa vérifiabilité et en les liant à la section « Notes et références ».
Un liquide de refroidissement est un fluide caloporteur utilisé, dans un circuit généralement fermé, dans le but d'évacuer la chaleur d'un système qui en produit plus qu'il ne peut en évacuer naturellement (par exemple, une réaction exothermique forte). Souvent, il s'agit d'eau mélangée à un additif, comme l'éthylène glycol ou le propylène glycol, permettant d'augmenter sa température d'ébullition et/ou d'augmenter sa résistance au gel. Ces additifs, souvent indispensables, nuisent parfois aux capacités calorifiques du fluide.
Le liquide de refroidissement présente une solution efficace à un problème récurrent, aussi bien en mécanique qu'en électronique : l'augmentation de la température et particulièrement l'apparition de points chauds pouvant endommager tout ou partie du système.

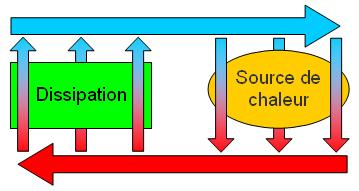
Schéma d'un circuit de refroidissement.

## Principe d'utilisation
Typiquement, le liquide de refroidissement suit un parcours fermé, à travers la partie dont on veut extraire la chaleur (laquelle est captée), puis à travers la partie du circuit qui sert au refroidissement (l'énergie est dissipée). Lors de son passage dans la zone à refroidir, le liquide doit passer :
- au plus proche de la source de chaleur, afin que l'échange thermique soit le plus efficace possible ;
- avec la meilleure répartition autour de la ou des sources, afin d’éviter tout point chaud ;
- avec un maximum de contact avec la pièce à chauffer et une vitesse adéquate, afin d'optimiser l'échange thermique.

L'évacuation de l'énergie thermique peut se faire dans un simple réservoir dont la contenance est suffisamment importante pour ne pas subir d'augmentation de température trop importante. Elle peut aussi se faire par le passage du liquide dans un élément radiateur offrant le maximum de contact à l'air ou tout autre milieu au travers d'un échangeur de chaleur. Dans le cas où l'un des deux fluides de l'échangeur est de l'air, la mise en place d'une circulation forcée (un ventilateur) permet d'augmenter les capacités d'échange et donc de refroidissement.
La circulation du liquide dans le circuit peut se faire naturellement (le liquide chaud provoque la surpression par convection naturelle), mais, en général, elle est forcée par l'intermédiaire d'une pompe ou par le phénomène de thermosiphon. Le chauffage central à eau chaude utilise ce dernier principe.

## Contextes d'utilisation
Le cas d'utilisation le plus populaire de l'appellation de liquide de refroidissement est le moteur thermique. Pour assurer un bon transfert d'énergie avec le bloc-moteur, des alésages en chicanes de faibles dimensions (pour un maximum de contact) sont réalisés de manière régulière autour des cylindres. Ces alésages sont ensuite reliés au circuit de refroidissement de manière à placer la zone à refroidir dans le flux du liquide de refroidissement.
On utilise cette technique dans beaucoup d'autres contextes, en mécanique comme en électronique, par exemple pour certains processeurs informatiques.

## Pour atteindre des températures négatives

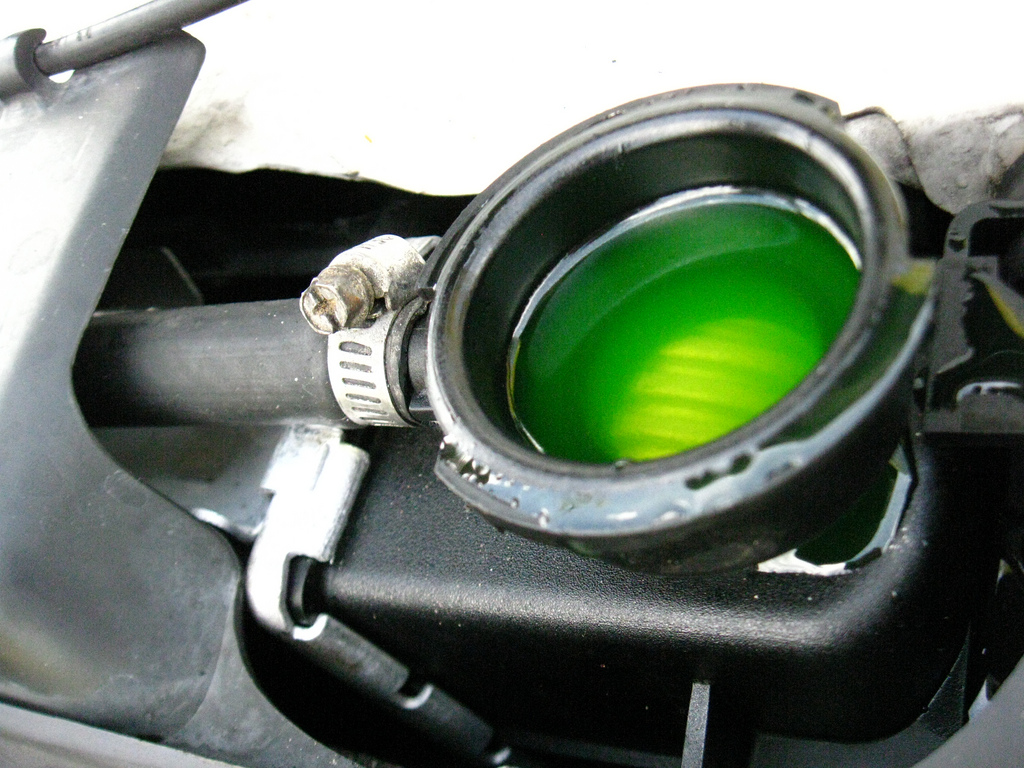
De l'antigel dans le radiateur d'une voiture.

Le liquide de refroidissement peut permettre également d'atteindre des températures négatives par l'adjonction d'un antigel, composé, par exemple, d'éthylène glycol, de glycérol, de méthanol ou d’isopropanol.
Pour atteindre des températures extrêmement basses, l'azote liquide voire l'hélium liquide peuvent être utilisés. Des précautions particulières s'imposent alors : certains matériaux en contact peuvent se fragiliser ; d'autre part, l'azote liquide se vaporisant à −195,8 °C, il s'évapore au contact de la température ambiante. Ce type de liquide de refroidissement peut également servir à compenser une réaction exothermique[réf. nécessaire].

## Retraitement et recyclage
Le liquide de refroidissement se recycle : il est interdit de disperser ce produit polluant dans les égouts ou de le répandre. Les déchetteries (pour les particuliers) et les organismes de retraitement (pour les professionnels) apportent une solution pour éviter les pollutions et proposer une revalorisation du produit.